# Charlotte Park
Charlotte Park – jednostka osadnicza w Stanach Zjednoczonych, w stanie Floryda, w hrabstwie Charlotte.